# Volontario in ferma annuale
Il volontario in ferma annuale, in Italia, (VFA) indicava un cittadino che sceglieva volontariamente di prestare servizio per un anno all'interno delle varie forze armate italiane.

## Disciplina normativa
La figura venne introdotta con decreto legge 21 aprile 1999 n. 110 convertito con la legge 18 giugno 1999 n. 186 in occasione alla partecipazione italiana alle operazioni NATO nella Repubblica di Macedonia e in Albania.
È stata poi modificata, con la legge 23 agosto 2004, n. 226 con l'istituzione del ruolo dei volontario in ferma prefissata di 1 anno (VFP1).
Nel 2022 è stato sostituito con il VFI, con ferma triennale.

## Collocamento nella gerarchia militare
Il VFA faceva parte della categoria dei militari di truppa, e si divideva in tre gradi:
- soldato VFA (nessun grado): nei primi 3 mesi;
- caporale VFA (un baffo verde): dopo ulteriori 3 mesi al superamento del corso caporali;
- caporale scelto VFA (un baffo verde su un binario): per merito, dopo valutazione di idoneità da parte dei superiori.

Al termine della ferma prefissata di 12 mesi si poteva, in attesa di concorsi, chiedere una rafferma (ovvero una proroga) di ulteriori 6 mesi.